# Scottsboro Boys
Gli Scottsboro Boys furono nove adolescenti afroamericani accusati in Alabama di violenza sessuale - mai commessa - nei confronti di due giovani prostitute bianche su un treno nel 1931. La serie storica di casi legali prodotta a partire da questo incidente si concentrò principalmente sul razzismo e sul diritto ad ottenere un equo processo; ciò comprese anche una folla predisposta al linciaggio prima ancora che i sospettati venissero formalmente accusati, le giurie composte esclusivamente da bianchi e le distruzioni connesse alle violenze razziali che ne seguirono. Viene comunemente citato come un clamoroso errore giudiziario e un "aborto di giustizia" all'interno del diritto degli Stati Uniti d'America.

## I fatti
Il 25 marzo 1931 due dozzine di Hobo si trovarono su un treno merci che stava viaggiando da Chattanooga a Memphis; erano per metà afroamericani e per metà bianchi. Il gruppo di ragazzi bianchi tentò di spingere il diciottenne nero Haywood Patterson fuori dal treno, sostenendo che quello era un "convoglio riservato ai bianchi"; armatisi di pietre tentarono di scacciare i neri, ma incontrarono una strenua resistenza. Umiliati, i ragazzi bianchi scesero e si recarono immediatamente dallo sceriffo affermando che erano stati aggrediti da un gruppo di "negri".
Il tutore dell'ordine istituì un Posse comitatus il quale si mise a cercare il treno; lo rintracciarono a Paint Rock e quivi arrestarono gli adolescenti neri. Due giovani donne bianche appena scese dal treno accusarono il gruppo di stupro. Il caso venne aperto per la prima volta a Scottsboro; ne seguirono tre processi sommari ove gli imputati ricevettero un'assai carente rappresentanza legale (una eccezione tra le tante).
Tutti e nove, tranne il dodicenne Roy Wright, vennero condannati alla pena di morte; questa era la pena comune in quel momento in Alabama inflitta agli uomini neri condannati per aver "violato" una donna bianca. Vi furono peraltro prove mediche le quali suggerirono che in realtà quel delitto non fosse mai stato commesso.
Con l'aiuto del Partito Comunista degli Stati Uniti d'America e della National Association for the Advancement of Colored People il caso venne condotto in appello. La Corte suprema statale confermò sette delle otto condanne, mentre concesse al tredicenne Eugene Williams il diritto a un nuovo processo in quanto minore. Il Chief Justice John C. Anderson però si dissociò in toto, asserendo che agli imputati fossero stati negati un processo equo, una giuria imparziale, una sentenza giusta e una difesa efficace.
Nel frattempo gli otto attesero lo sviluppo degli eventi nella prigione minorile di Kilby. Per ben due volte venne sollecitata la Corte suprema degli Stati Uniti, il che portò a decisioni importanti per quanto concerneva la raccolta delle prove e lo svolgimento dell'intero procedimento: nella sentenza Powell contro Alabama (1932) venne ordinata la ricerca di ulteriori prove e pertanto l'apertura di un nuovo processo.
Venne permesso uno spostamento di sede a Decatur e venne nominato il giudice James Edwin Horton. Nel corso di questo secondo processo una delle due presunte vittime ammise di essersi inventata di sana pianta tutta la storia dello stupro e affermò che nessuno dei ragazzi neri avesse mai toccato lei e la sua amica. La giuria però accusò i difensori di corruzione e il giudice annullò il verdetto, concedendo così un terzo processo.
Il giudice fu sostituito e il nuovo giudice si schierò frequentemente contro la difesa. Per la terza volta la giuria - questa volta composta anche da un afroamericano - consegnò un verdetto di colpevolezza. Il caso venne rinviato alla Corte suprema statunitense in occasione del ricorso; questa volta venne stabilito che gli afroamericani dovessero essere inclusi nella giuria e ordinò l'ennesima ripetizione processuale. Le accuse vennero infine ritirate per altri quattro dei ragazzi coinvolti. Le sentenze per i restanti andarono dai 75 anni di carcere alla morte e furono notificate in carcere.
Tutti i prigionieri vennero liberati o evasero entro il 1946. A uno di loro fu sparato mentre veniva scortato in prigione da un sostituto dello sceriffo e rimase permanentemente disabile. Due riuscirono a fuggire e successivamente vennero accusati di altri reati, condannati e rimandati in prigione.
Clarence Norris, il più anziano del gruppo nonché l'unico condannato a morte nel processo conclusivo, ottenuta la liberazione condizionale per buona condotta nel 1946 si rese latitante. Rintracciato solo trent'anni dopo ottenne l'indulto da parte del governatore del Partito Democratico George Wallace, in quanto oramai il caso era stato analizzato in modo approfondito dimostrandone l'ingiustizia di fondo. Norris scrisse in seguito un libro sulle sue esperienze. L'ultimo sopravvissuto tra gli imputati è morto nel 1989.
I "ragazzi di Scottsboro", così come vennero conosciuti, furono difesi da molti nel Nord e altrettanto attaccati da molti nel Sud. Ai giorni nostri il caso è ampiamente considerato come un palese e ripetuto "aborto di giustizia", evidenziato soprattutto dall'uso di giurie esclusivamente bianche. Gli afroamericani in Alabama subirono la segregazione razziale e la perdita dei diritti civili sin dalla fine del XIX secolo e non vennero altresì accettati come membri delle giurie popolari.
Il caso è stato approfondito in molte opere di letteratura, musica, teatro, film, televisione. Il 21 novembre 2013 il "Parole board" dell'Alabama ha votato per concedere il perdono postumo ai tre ragazzi di Scottsboro che non furono mai assolti ufficialmente o i cui verdetti di colpevolezza non vennero annullati.

## Arresti e accuse
Il 25 marzo 1931 la linea ferroviaria sud tra Chattanooga e Memphis, nel Tennessee, ospitava nove giovani neri che stavano vagabondando su un treno merci assieme a diversi uomini bianchi, tra cui due ragazze. Scoppiò una lite tra i due gruppi di adolescenti, bianchi e neri, vicino al tunnel di Lookout Mountain e i bianchi ebbero la peggio finendo scaraventati giù dal treno. I bianchi si recarono allora da uno sceriffo nella vicina città di Paint Rock sostenendo di essere stati assaliti dai neri sul treno. Lo sceriffo costituì un Posse comitatus e diede l'ordine di cercare e "catturare ogni negro presente sul treno". Vennero catturati tutti i passeggeri neri per la presunta aggressione.
Gli adolescenti neri erano: Haywood Patterson (18 anni), che sosteneva di aver percorso treni merci per così tanto tempo da potersi accendere una sigaretta sulla cima di un treno in movimento; Clarence Norris (19 anni), che aveva lasciato alle spalle dieci fratelli e sorelle nella Georgia rurale; Charlie Weems (19 anni); i fratelli Andy Wright (19 anni) e Roy Wright (12 anni), che stavano per la prima volta fuori da casa; il quasi cieco Olin Montgomery (17 anni), che sperava di ottenere un lavoro per potersi pagare un paio di occhiali di cui aveva tanto disperato bisogno; Ozie Powell (16 anni); Willie Roberson (16 anni), che soffriva di una sifilide così grave da poter a malapena camminare ed infine Eugene Williams (13 anni). Di questi nove ragazzi, solo quattro di loro si conoscevano già prima del loro arresto.
Due giovani amiche bianche che si trovavano anch'esse a bordo del treno, Victoria Price (24 anni) e Ruby Bates (18 anni), dissero ad un membro del "Posse" di essere state violentate da un gruppo di adolescenti neri; le due vennero pertanto condotte alla prigione in cui si tenevano sotto sorveglianza gli accusati, dove li identificarono come i loro aggressori. Un medico fu convocato per esaminare Price e Bates per verificare i segni dello stupro, ma non ne venne rinvenuto nessuno.
Non vi fu mai fin dal primo momento alcuna prova (al di là delle due testimonianze) che indicasse la colpa degli accusati, ma ciò risultò evidentemente del tutto irrilevante a causa del razzismo prevalente nel profondo sud a quel tempo, secondo cui gli uomini neri erano costantemente sotto il controllo della polizia (bianca) per il loro interesse sessuale nei confronti delle donne bianche; cosa questa che avrebbe potuto sempre essere punita con il linciaggio. Price e Bates potrebbero aver detto alla polizia di essere state violentate per deviare l'attenzione da se stesse. Entrambe erano difatti sospettate di praticare la prostituzione ed in tal caso non solo rischiavano di essere arrestate, ma avrebbero potuto anche venire perseguite per aver violato la Mann Act attraversando una linea statale "per scopi immorali".

## Tentativo di linciaggio
Nel Sud, ove vigevano le Leggi Jim Crow, il linciaggio di maschi neri accusati di aver violentato o ucciso donne bianche fu una pratica comune; anche in questo caso il passaparola si diffuse assai rapidamente, con particolari sull'intera storia, sull'arresto e sulla presunta violenza. Presto una folla esagitata di scalmanati pronti al linciaggio si raccolse presso la prigione di Scottsboro, chiedendo che i giovani venissero consegnati nelle loro mani.
Lo sceriffo Wann si ritrovò costretto, di fronte alla prigione, a rivolgersi alla marmaglia assassina assicurando che non avrebbe esitato a sparare alla prima persona che avesse osato attraversare l'ingresso. Rimosse la cintura e consegnò la pistola ad uno dei suoi sottoposti. Camminò attraverso la folla e questa si separò per farlo passare; Wann non venne toccato da nessuno. Camminò per la strada in direzione del tribunale e qui telefonò al governatore Benjamin M. Miller, che mobilitò subito l'"Alabama Army National Guard" a protezione della prigione; poi scortò gli imputati alla sede della contea di Gadsden (Alabama) per la consegna formale dell'accusa e in attesa del processo. Sebbene la violenza sessuale fosse potenzialmente un reato capitale, gli imputati a questo punto non furono autorizzati a consultare un avvocato.

## Primi processi[19]
I prigionieri vennero trasportati in tribunale scortati da 118 soldati in assetto di guerra armati di mitragliatrici. Era la giornata del mercato e gli agricoltori si trovavano in città per vendere prodotti e acquistare forniture; presto si formò una folla di migliaia di persone accalcate nei pressi del tribunale. L'accesso all'aula di giustizia richiese un permesso speciale a causa della prevista natura riservata delle testimonianze. Così la Corte suprema ebbe modo di descrivere in seguito la situazione: "i procedimenti... si sono svolti in un'atmosfera di sentimenti pubblici tesi, ostili e sovraeccitati".
Per ogni processo vennero selezionate delle giurie composte esclusivamente da bianchi. Vi erano assai pochi afroamericani nella lista ufficiale della giuria in quanto la maggioranza di loro aveva già subito la completa segregazione (vedi segregazione razziale negli Stati Uniti d'America) e la perdita del diritto di voto fin dalla fine del secolo a causa di una nuova costituzione statale e da una diffusa pratica discriminatoria; rimasero quindi esclusi anche dal servizio legale.

### Avvocati difensori
Il ritmo delle sessioni di prova risultò essere molto veloce, davanti ad un pubblico esclusivamente bianco. Il giudice e il procuratore distrettuale cercarono di accelerare al massimo i nove processi nel tentativo di evitare violenze incontrollate, per cui il primo processo prese un giorno e mezzo e i restanti si celebrano a ritmo serrato uno dopo l'altro, il tutto in una sola giornata. Il giudice aveva ordinato di far assistere gli imputati, ma l'unico avvocato che si presentò volontario fu Milo Moody di 69 anni il quale non aveva più difeso un caso da decenni. Il giudice riuscì a persuadere Stephen R. Roddy ad aiutarlo; Roddy ammise di non aver avuto il tempo di prepararsi e che non aveva familiarità con la legge dell'Alabama, ma alla fine accettò lo stesso di assistere Moody.
Contrariamente alla prassi accettata Roddy presentò sia la testimonianza dei suoi clienti che quella delle ragazze. A causa dell'atmosfera ostile prodotta dalla folla egli consegnò una petizione al tribunale per un cambiamento di luogo, mettendo in evidenza i rapporti giornalistici in direzione di una forzatura dell'applicazione della legge in senso giustizialista; descrisse infine la folla come "spinta da curiosità morbosa". Il giudice Hawkins decretò però che la folla fosse solo curiosa e non ostile.

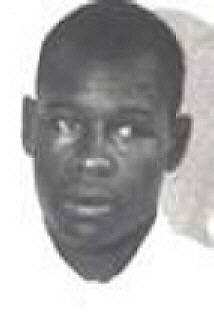
Clarence Norris, 19 anni e con 10 tra fratelli e sorelle.

### Norris e Weems

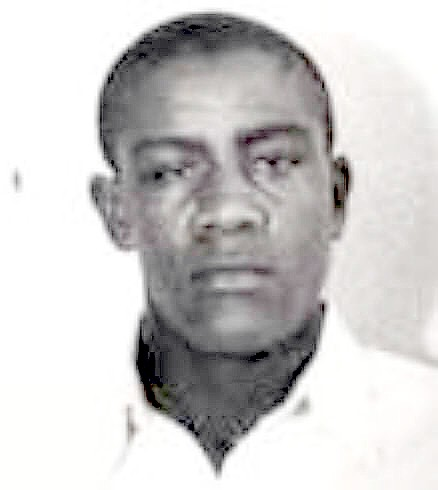
Charles Weems, 19 anni.

Clarence Norris e Charlie Weems furono i primi ad essere giudicati. Durante la testimonianza della procura Victoria Price dichiarò che lei e Ruby Bates assistettero al tafferuglio intercorso tra i ragazzi bianchi e neri sul treno, affermò inoltre che uno dei negri impugnava una pistola e che tutti assieme la violentarono minacciandola con un coltello. Durante l'analisi incrociata di Roddy Price ravvivò la propria testimonianza con il frizzo di lanciare grasse risate.
Il dottor Bridges testimoniò che il suo esame di Victoria Price non aveva rinvenuto alcuno strappo vaginale (il che avrebbe indicato lo stupro commesso) e che invece aveva rinvenuto tracce di sperma vecchio di diverse ore. Ruby Bates non menzionò il fatto che lei e Price fossero state violentate fino a quando non venne a sua volta esaminata. L'accusa si concluse con la testimonianza di tre uomini i quali affermarono che i giovani neri avessero combattuto contro i ragazzi bianchi, che li gettarono fuori dal treno e che alla fine si "presero cura" delle due ragazze. L'accusa si accontentò di tali asserzioni senza chiamare nessuno dei giovani bianchi a testimoniare.
Durante la testimonianza della difesa l'accusato Charles Weems disse che egli non prese parte allo scontro, che Patterson aveva la pistola e che non aveva visto le ragazze bianche sul treno fino a che lo stesso non entrò in stazione.
Clarence Norris stupì la corte implicando gli altri sospetti. Negò di aver partecipare alla lotta o di essere stato presente nel vagone in cui si svolse lo scontro, ma disse di aver assistito ai presunti stupri degli altri neri dalla sua posizione in cima al vagone merci successivo. La difesa non richiese ulteriori testimoni.
Nell'arringa di chiusura l'accusa dichiarò: "se non attribuite a questi uomini sentenze di morte, la sedia elettrica potrebbe anche essere abolita". La difesa invece non fece alcun discorso né tantomeno affrontò la questione della condanna capitale per i suoi clienti.
La Corte avviò il caso seguente mentre la giuria non aveva ancora deliberato sul primo; dopo poco meno di due ore emise un verdetto di colpevolezza e condanno alla sedia elettrica sia Weems che Norris.

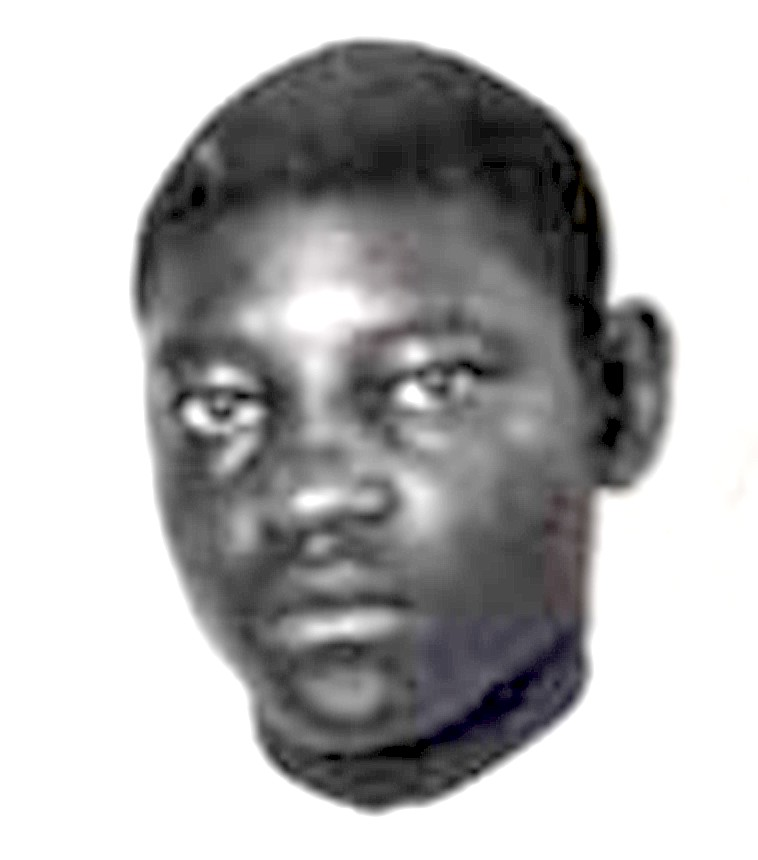
Haywood Patterson, 18 anni.

### Patterson
Il processo contro Haywood Patterson avvenne mentre i casi di Norris e Weems si trovavano ancora sotto l'esame della giuria. Quando vennero annunciati i primi verdetti di colpevolezza la sala delle udienze scoppiò in grandi "Urrà!", così come fece anche la folla assiepata all'esterno. Una banda musicale, presente per pubblicizzare uno spettacolo di vetture Ford, si mise a a suonare Hail, Hail the Gang's All Here e There'll be a Hot Time in the Old Town Tonight. La celebrazione fu talmente rumorosa che venne udita anche dalla seconda giuria in attesa.
Dopo l'esplosione di giubilo la difesa chiese immediatamente l'annullamento del processo, ma il giudice Hawkins lo negò e pertanto le deposizioni poterono continuare. Durante la testimonianza del secondo processo Victoria Price rimase in gran parte ferma nella propria versione dei fatti, affermando che Patterson l'aveva violentata; lo accusò inoltre di aver anche sparato contro uno dei giovani bianchi. Concluse dicendogli: "non ho mai avuto rapporti con nessun altro uomo bianco tranne che con mio marito. Voglio che tu lo sappia".
Al dottor Bridges non rimase altro che ripetere la testimonianza già data. Altri testimoni affermarono che "i negri" erano usciti dallo stesso vagone merci di Price e Bates; un contadino affermò di aver visto le donne bianche assieme ai giovani negri.
Patterson si difese dichiarando di aver visto Price e Bates nella carrozza del treno, ma che non aveva mai avuto niente a che fare con loro. All'esame incrociato egli testimoniò di aver visto "che tre di quei negri hanno stuprato quella ragazza", ma poi cambiò la sua versione. Concluse dicendo che non aveva visto nessuna donna bianca fino a quando il treno non giunse in stazione.
Il fratello più giovane di Wright testimoniò che Patterson non era coinvolto con le ragazze, ma allo stesso tempo che tutti avevano "fatto sesso" con le ragazze. Sulla prova incrociata Roy Wright dichiarò che Patterson "non era coinvolto con le ragazze, ma che, "un uomo nero alto che ora non è qui aveva la pistola". Sostenne anche di essere stato in cima al vagone merci e che Clarence Norris possedeva un coltello.
I co-imputati Andy Wright, Eugene Williams e Ozie Powell testimoniarono di non aver visto nessuna donna sul treno. Olen Montgomery affermò che egli si trovava seduto da solo sul treno e che pertanto non era a conoscenza di nessuno degli eventi descritti. La giuria finì col condannare senza alcuna esitazione Patterson alla pena di morte.

### Powell, Roberson, Williams, Montgomery e Andy Wright
Questo processo iniziò pochi minuti dopo la conclusione del precedente.

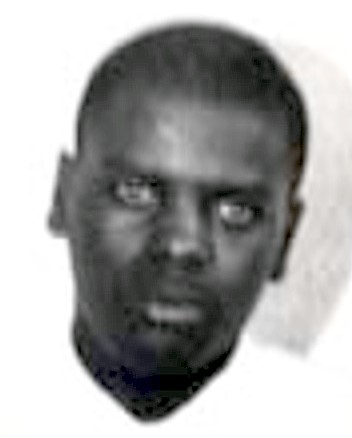
Ozie Powell, 16 anni.
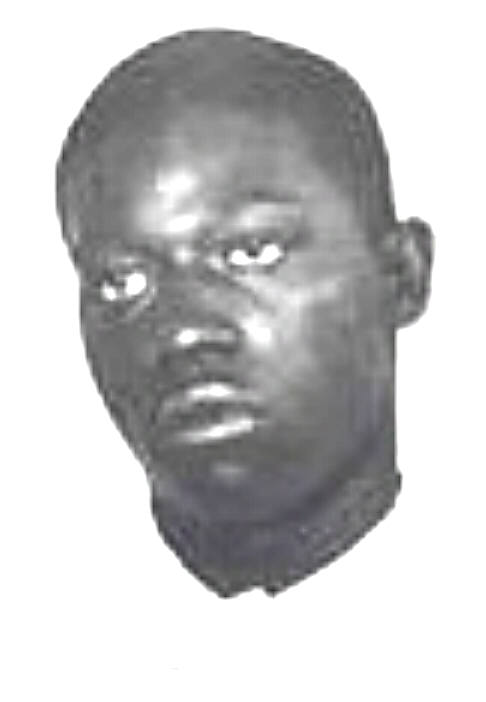
Willie Roberson, 16 anni e gravemente malato di sifilide.
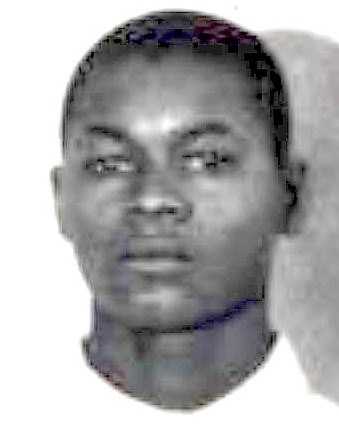
Eugene Williams, 13 anni.
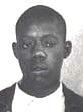
Olen Montgomery, 17 anni e semicieco.
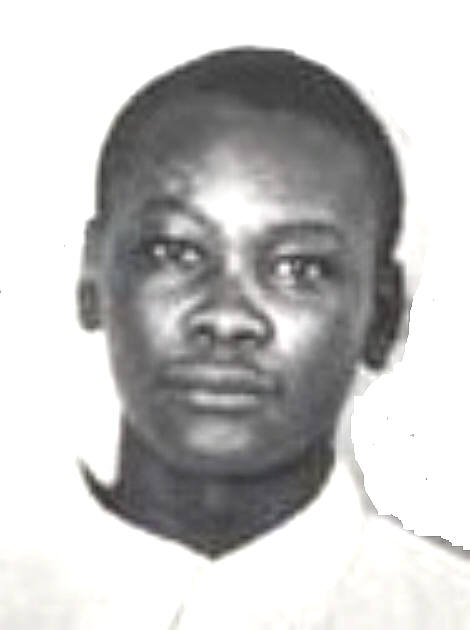
Andy Wright, 19 anni.

Price ripeté la sua testimonianza aggiungendo che i negri si divisero in due gruppi per violentare lei e Ruby Bates. Price accusò Eugene Williams di averle premuto il coltello alla gola, concludendo poi dicendo che tutti erano armati. Sotto l'esame incrociato fornì ancora più dettagli, asserendo che qualcuno di loro tenne un coltello puntato anche contro uno dei ragazzi
bianchi, Gilley, durante le violenze.
Questo processo venne interrotto quando la giuria riferi di aver trovato Patterson colpevole. Non vi fu alcun segno di fastidio all'annuncio. Ruby Bates riprese il proprio posto, identificando tutti e cinque gli accusati tra quelli che entrarono nel vagone merci, aggredendo i bianchi e abusando di lei e Price.
Il dottor Bridges fu il prossimo testimone dell'accusa, ma egli confermò la sua precedente testimonianza; nel corso dell'esame incrociato dichiarò che non vennero rilevati movimenti negli spermatozoi che si trovavano in una delle due donne, suggerendo che il rapporto sessuale fosse avvenuto un po' prima. Disse inoltre che Willie Roberson era "malato di sifilide e gonorrea, un caso maligno". Ammise di essersi interrogato sul fatto che Price gli raccontò di aver avuto rapporti sessuali solo con suo marito, mentre risultava evidente che ne avesse già avuti ben prima del presunto stupro.
La difesa chiamò i soli testimoni che avevano avuto il tempo di trovare, gli imputati stessi. Nessuna nuova prova venne rivelata.
I successivi testimoni dichiararono che Roberson aveva girato sulle vetture saltando dall'una all'altra e che pertanto si trovava in una forma molto migliore di quanto sostenesse. Sim Gilley dichiarò di aver visto "ognuno di quei cinque nel vagone merci"; ma non confermò di aver visto anche le due donne.
La difesa rinunciò ancora una volta all'arringa di chiusura e, sorprendentemente, l'accusa procedette ad introdurre nuove e più dettagliate argomentazioni. La difesa obiettò vigorosamente, ma la Corte lo permise.
Il giudice Hawkins infine istruì la giuria, affermando come qualsiasi sospetto che avesse aiutato a commettere il reato fosse anch'egli colpevole allo stesso modo di coloro che l'avevano commesso. La giuria iniziò a deliberare alle quattro del pomeriggio.

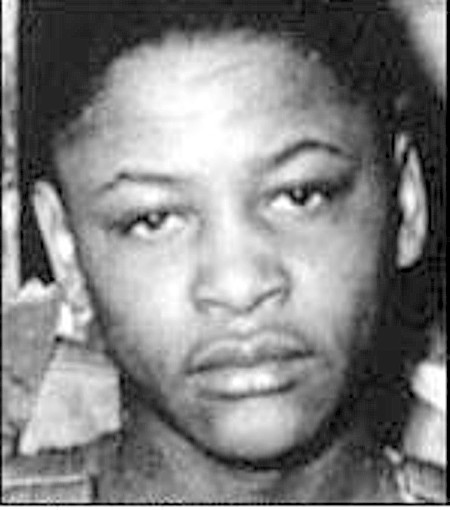
Roy Wright, 12 anni e fratello di Andy.

### Roy Wright
L'accusa convenne sul fatto che il dodicenne Roy Wright fosse troppo giovane per la pena di morte; per lui non la si cercò con prevenzione. L'accusa presentò solamente le testimonianze di Price e Bates. Il suo caso passò nelle mani alla giuria alle nove di quella sera stessa. La sua giuria e quella del processo degli altri cinque ragazzi stavano deliberando allo stesso tempo.
Alle nove di giovedì mattina, il 9 aprile 1931, i cinque imputati del processo del giorno prima vennero tutti considerati colpevoli. La giuria di Roy Wright non riuscì a trovare un accordo e fu dichiarata "bloccata" quello stesso pomeriggio; tutti i giurati concordarono sulla sua colpevolezza, ma sette di loro insistettero sulla pena di morte, mentre cinque sentenziarono a favore dell'ergastolo (in casi come questo, spesso era un'indicazione che i giurati ritenevano innocente il sospettato, ma non erano disposti a contrastare le norme della convinzione generale). Il giudice Hawkins dichiarò l'annullamento.

### Rinvio delle sentenze di morte
Gli otto accusati vennero fatti tornare in aula e condannati alla sedia elettrica. L'Associated Press riferì il fatto che gli imputati fossero "calmi" e apparentemente del tutto "stoici" quando il giudice Hawkins consegnò loro le condanne a morte una dopo l'altra.
Hawkins stabilì che le esecuzioni si sarebbero dovute eseguire il 10 luglio, la prima data disponibile. Mentre i ricorsi per l'appello vennero depositati, la Corte suprema statale rinviò a tempo indeterminato l'attuazione delle sentenze, appena 72 ore prima. Le celle maschili si trovavano proprio accanto alla camera della morte, tanto che i ragazzi riuscirono a sentire l'esecuzione di William Hokes, un uomo nero della Contea di St. Clair (Alabama), condannato per omicidio. Successivamente ricordarono che morì con difficoltà.

## Aiuto dal partito comunista e dal NAACP
A seguito di una manifestazione svoltasi ad Harlem il Partito Comunista degli Stati Uniti d'America cominciò ad interessarsi al caso di Scottsboro. Il membro del partito di Chattanooga, James S. Allen, fece pubblicare un'edizione straordinaria del Communist Southern Worker per pubblicizzare "la situazione dei ragazzi" e perorarne la causa. Il Partito utilizzò il proprio apparato legale, l'"International Labor Defense" (ILD), per far fronte ai loro casi e riuscì a convincere i genitori degli imputati a lasciare la difesa interamente nelle sue mani. L'ILD mantenne il procuratore George W. Chamlee, colui che presentò le prime mozioni, e l'avvocato Joseph Brodsky.
La National Association for the Advancement of Colored People (NAACP) si offrì anch'essa di gestire il caso, mandando in aiuto il famoso procuratore penale Clarence Darrow. Tuttavia gli imputati decisero di lasciare che l'ILD gestisse interamente il loro appello.
Chamlee iniziò a muoversi per preparare un nuovo processo per tutti gli imputati. Vennero effettuate indagini private, rivelando che Price e Bates erano già state in passato delle prostitute nel Tennessee e che avevano una clientela regolare sia bianca che nera; quindi sottopose al giudice Hawkins gli affidavit a questo proposito, ma questi gli impedì di leggerli ad alta voce. La difesa sostenne che queste prove dimostravano che le due donne avevano con molta probabilità mentito. Chamlee indicò i fenomeni di "giubilo popolare" che si verificarono quando i verdetti vennero emessi come un ulteriore dimostrazione del fatto che fosse necessario concedere il trasferimento della sede processuale.

## Appello statale
A seguito del rifiuto delle mozioni per un nuovo processo da parte di Hawkins, Chamlee presentò un ricorso e venne pertanto concessa una sospensione dell'esecuzione; egli fu supportato dall'avvocato del Partito Comunista Joseph Brodsky e da quello dell'ILD Irving Schwab. La squadra di difesa sostenne che i loro clienti non avevano un'adeguata rappresentanza, non avevano avuto tempo sufficiente per preparare i loro casi e consultarsi con i difensori, che le loro giurie erano state intimidite dalla folla e infine che era incostituzionale che i neri fossero stati esclusi dalla giuria popolare. Nella questione degli errori procedurali però la Corte suprema
statale non ne rilevò nessuno.

### Decisione su Williams
Il 24 marzo 1932 la Corte statale si pronunciò contro sette degli otto ragazzi, confermando le condanne a morte per tutti impartite dl tribunale, tranne che per il tredicenne Eugene Williams.
La Corte concesse a Williams un nuovo processo perché era legalmente un minore, il che lo salvò dalla minaccia immediata della sedia elettrica.

### Decisioni su Weems e Norris
La Corte sostenne la decisione presa dal tribunale, confermò la validità della testimonianza di Ruby Bates ed esaminò anche tutte le altre prove. Per quanto riguarda le "prove appena scoperte" la Corte dichiarò: "non vi è alcuna contestazione da parte degli imputati, che hanno avuto rapporti sessuali con la presunta vittima... con il suo consenso... di modo che agli imputati non si rende necessario che venga loro concesso un nuovo procedimento".
Per quanto riguarda la rappresentanza la Corte rilevò che "gli imputati erano rappresentati da un avvocato che interrogò in modo approfondito i testimoni e presentò le proprie prove rendendole così disponibili". Ancora una volta confermò le sentenze per sette degli otto imputati e riprogrammò le esecuzioni.

#### Dissenso
Lo Chief Justice John C. Anderson si dissociò, concordando con la difesa in molti dei suoi punti. Anderson dichiarò che agli accusati non era stato concesso un equo processo e dissentì fortemente contro la conferma dei verdetti. Egli scrisse: "mentre la costituzione garantisce all'imputato un processo rapido, è più importante che si tratti di una giuria giusta ed imparziale per definizione, una giuria priva di pregiudizi e soprattutto libera dalla coercizione e dall'intimidazione".
Non mancò neanche di sottolineare il fatto che la Guardia Nazionale aveva dovuto spostato i detenuti avanti e indietro ogni giorno dalla prigione, e "solo questo fatto era sufficiente per avere un effetto coercitivo sulla giuria".
Anderson criticò anche il modo in cui gli imputati furono rappresentati, osservando che Roddy "ha rifiutato di apparire come consulente nominato e lo ha fatto solo come amicus curiae" e continuando: "questi imputati sono stati confinati in una prigione in un'altra contea... e i consiglieri locali hanno avuto ben poche occasioni per preparare la loro difesa". Inoltre essi "non sarebbero stati rappresentati da un consulente in grado di avere le migliori opportunità".
Anderson sottolineò anche il fallimento della difesa nel proporre argomenti nell'arringa di chiusura come un esempio di sottorappresentazione difensiva. Per quanto riguarda l'esplosione di gioia del pubblico presente affermò che "ci sono stati grandi applausi... e questo ha avuto la sua grande influenza sul prosieguo dei processi".
Anderson notò che, poiché la punizione per gli stupri era tra dieci anni e la morte, alcuni degli adolescenti dovevano essere stati trovati "meno colpevoli di altri" e quindi avrebbero dovuto ricevere delle sentenze più chiare. Concluse: "non importa quanto grande la ribellione dell'accusa, quanto sia chiara la prova o quanto degradato o addirittura brutale il reato, la Costituzione, la legge, il genio stesso della libertà anglo-americana richiedono un processo equo e imparziale".

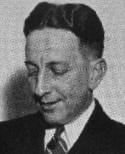
Il procuratore generale dell'Alabama Thomas Knight Jr.

## Appello federale
Il caso giunse alla Corte suprema degli Stati Uniti d'America il 10 ottobre 1932. L'ILD mantenne Walter Pollak per gestire l'appello; il procuratore generale dell'Alabama Thomas Knight Jr. rappresentò lo Stato.
Pollak sostenne che agli imputati fosse stato negato un adeguato processo, innanzitutto a causa dell'atmosfera ostile e in secondo luogo a causa dell'inconsueta nomina dei difensori e del loro scarso impegno profuso. Infine dichiarò che gli afroamericani erano stati sistematicamente esclusi dal dovere della giuria e questo in contrasto palese con quanto prescriveva il XIV emendamento della Costituzione degli Stati Uniti d'America.
Knight affermò invece che non vi era stata alcuna atmosfera intimidatoria ed anzi sottoscrisse la constatazione della Corte statale sul fatto che il processo era stato giusto e la rappresentanza "competente". Dichiarò alla Corte di non aver bisogno di esprimere alcuna "autodifesa".
Nella sua conclusione la Corte Suprema rovesciò i verdetti espressi in quanto la clausola costituzionale garantisce l'effettiva assistenza del consulente in un qualsiasi processo penale. In un parere scritto dai Giudici associati della Corte suprema degli Stati Uniti d'America e riportato da George Sutherland la Corte asserì che agli imputati era stata negata l'assistenza da parte di un consulente efficace. Il precedente dissenso espresso da Anderson venne ripetutamente citato.
La Corte accolse il vizio procedurale secondo cui Moody e Roddy furono carenti, notando che entrambi ebbero a dire al giudice Hawkins che non avevano avuto il tempo di preparare i loro casi. Specificarono che il problema era dato dal modo in cui Hawkins "affrettò irragionevolmente il processo". Questa conclusione non sentenziò l'innocenza dei ragazzi, ma stabilì che le procedure eseguite avevano violato i loro diritti garantiti ai sensi del V e XIV emendamento. La Corte Suprema rimandò il caso al giudice Hawkins per un nuovo processo.

## Processi di Decatur
Quando il caso, divenuto ormai celebre, tornò al giudice Hawkins, egli acconsentì alla richiesta di uno spostamento sede. La difesa aveva invitato a trasferirsi a Birmingham (Alabama), ma venne invece spostato nella piccola comunità rurale di Decatur (Alabama). Questo era vicino alle case delle presunte vittime e in pieno territorio del Ku Klux Klan.
Il Partito Comunista mantenne saldamente il controllo sulla difesa, mantenendo l'avvocato penale di New York Samuel Leibowitz, un ebreo americano; questi non aveva mai perso un processo di omicidio ed era registrato tra le file del Partito Democratico, senza alcuna connessione con i
comunisti. Joseph Brodsky fu mantenuto come suo vice.
Il caso venne assegnato al giudice distrettuale James Edwin Horton della contea di Morgan (Alabama); ciò produsse l'encomio locale. Il giudice portò una pistola caricata nella sua macchina per tutto il tempo in cui presiedette questi casi.
I due anni trascorsi dai primi processi non avevano attenuato l'ostilità della comunità nei riguardi dei "ragazzi di Scottsboro". Ma altri credevano che in realtà fossero solo delle vittime delle Leggi Jim Crow ed il caso venne assiduamente seguito da numerosi giornali nazionali, fornendone così una piena copertura mediatica.
All'apertura delle audizioni circa 100 reporter erano seduti ai tavoli della stampa, mentre un altro centinaio e più si riunirono sul prato del tribunale. Membri della National Guard of the United States in abiti borghesi si mescolarono tra la folla, cercando qualsiasi segno di guai. Il reparto dello sceriffo condusse gli imputati alla Corte in un cellulare custodito da poliziotti armati di fucili automatici.
Nella sala giudiziaria i "ragazzi di Scottsboro" si sedettero in fila indossando le uniformi carcerarie blu e sorvegliati da uomini della Guardia Nazionale, ad eccezione di Roy Wright il quale non era stato condannato; egli assisteva indossando abiti da strada. The Birmingham News lo descrisse così: "vestito come un gigolò della Georgia".
Leibowitz iniziò affermando la sua fiducia nel "Dio che temeva la gente di Decatur e della contea di Morgan"; presentò una mozione preliminare per far revocare l'imputazione basandosi sul fatto che i neri fossero stati sistematicamente esclusi dal Grand jury. Anche se essa venne negata, questa ottenne l'effetto di far replicare la questione nei verbali per i futuri appelli. A questo proposito l'avvocato generale Thomas Knight rispose: "Lo Stato non concederà nulla, concentrati sul tuo caso".
Leibowitz chiamò l'editore del quotidiano settimanale di Scottsboro il quale testimoniò di non aver mai sentito parlare di un giurato nero a Decatur in quanto sono "tutti disonesti"; chiese spiegazioni ai commissari locali della giuria sul fatto dell'assenza di afroamericani dalle giurie popolari della contea di Jackson (Alabama). Quando Leibowitz li accusò di escludere i neri dai giurati questi non sembrarono capire: era come se l'esclusione fosse talmente ordinaria da essere del tutto inconsapevole. La maggior parte dei neri in effetti non poteva neppure votare.
Leibowitz continuò chiamando professionisti neri locali come testimoni per dimostrare come in realtà fossero sufficientemente qualificati per il servizio della giuria; tra questi vi fu anche John Sanford, un afroamericano di Scottsboro, ben educato e rispettato. L'avvocato difensore dimostrò in tal maniera di come "il signor Sanford" fosse ovviamente qualificato in tutti i modi - tranne che in virtù della sua razza - per essere candidato alla partecipazione ad una giuria.
Durante il seguente incrocio dibattimentale Knight si rivolse al testimone chiamandolo semplicemente per nome, "John". Le prime due volte che lo fece Leibowitz richiese alla corte di far modificare il suo comportamento; non lo fece e questo insulto costrinse Leibowitz a saltare in piedi, dicendo: "adesso ascolti, signor Procuratore generale, ti avevo avvertito due volte circa il tuo trattamento della mia testimonianza. Per tutto il tempo ti tiri indietro per stare al di fuori della sua visuale; tu adesso lo chiami Mister!". Ciò lasciò a boccheggiare senza fiato il pubblico seduto nella galleria. Il giudice interruppe bruscamente Leibowitz.
Sebbene il motivo per annullare il procedimento venne negato Leibowitz sembrò già prepararsi per l'appello. La questione della composizione della giuria fu affrontata in una seconda decisione di riferimento da parte della Corte Suprema federale la quale stabilì che la "razza" non poteva essere utilizzata per escludere nessuno dalla candidatura alla partecipazione ad una giuria in qualsiasi territorio negli Stati Uniti. Questo stupì (e fece infuriare) molti residenti dell'Alabama e degli altri stati del profondo Sud.

### Processo Patterson[67]
Il giudice Horton aprì il primo procedimento contro Haywood Patterson e iniziò la selezione della giuria. Leibowitz obiettò ribadendo che i giurati afroamericani erano stati esclusi dalla lista; chiamò il commissario della giuria a deporre chiedendo se ci fossero dei neri nel ruolo di giurati e quando questi rispose affermativamente suggerì che la sua risposta non fosse stata onesta.
I cittadini si risentirono del suo interrogatorio al funzionario e "masticarono il loro tabacco pensierosi"; la Guardia Nazionale quella notte fece posizionare cinque uomini con baionette fisse davanti alla residenza di Leibowitz. La giuria venne infine selezionata e tenuta sotto strettissimo controllo nel Lyons Hotel.
Una grande folla si riunì al di fuori della corte per l'inizio del processo di Patterson lunedì 2 di aprile. Senza gli stessi "vividi dettagli" che usò nei processi di Scottsboro Victoria Price completò la propria testimonianza in 16 minuti. La difesa possedeva il suo affidavit, pronta ad affrontarla su qualsiasi incongruenza da lei espressa. L'unica scena drammatica avvenne quando Knight lanciò un paio di slip da donna in grembo ad un giurato per sostenere la propria accusa di stupro.
Leibowitz utilizzò il modellino di un treno appoggiato sopra ad un tavolo davanti al banco dei testimoni per illustrare dove ciascuna delle parti si trovasse durante i presunti eventi ed altri punti della sua difesa. Quando gli fu chiesto se il modello fosse uguale al treno dove lei affermava di essere stata violentata Price ebbe un moto d'insicurezza: "era più grande, molto più grande, questo è solo un giocattolo". Leibowitz ammise in seguito che Price fosse stata "uno dei più forti testimoni che egli avesse mai esaminato".
Le sue risposte furono però evasive e sarcastiche; rispose spesso con un "non ricordo" o "non lo dico". Una volta che Leibowitz la mise davanti ad una contraddizione presente nella sua testimonianza esclamò, indicando con un dito verso l'imputato Patterson: "una cosa che non dimenticherò mai è che lui mi ha violentata". L'avvocato tentò di metterne in discussione la sua credibilità usando una sua precedente condanna per fornicazione e adulterio compiuti a Huntsville (Alabama); il tribunale approvò un'obiezione della procura.
Price insistette nel dire che aveva trascorso la sera prima della presunta violenza a casa di una certa signora Callie Brochie a Chattanooga. Leibowitz le chiese se invece non l'avesse trascorsa in una "hobo jungle" (l'area in cui vivono e dormono le persone senza casa) a Huntsville, in Alabama, in compagnia dei vagabondi Lester Carter e Jack Tiller, ma lei negò. Leibowitz disse che Callie Brochie era un personaggio fittizio presentato in un racconto del The Saturday Evening Post e suggerì che il soggiorno di Price con lei fosse stato altrettanto fittizio.
Lo storico James Goodman ha scritto: "Price non era la prima testimone indurita di Leibowitz e non era certamente la più depravata. Né era la prima testimone che sembrava fissarlo con odio, pareva che se fosse uscita dal suo posto lo avrebbe colpito. Non era la prima testimone ad essere evasiva, sarcastica e decisamente grezza. Tuttavia è stata la prima testimone ad utilizzare la sua cattiva memoria, la sua truculenza e la totale mancanza di raffinatezza e, a volte, anche l'ignoranza, con un grande vantaggio".
Molti dei bianchi nella sala del tribunale si risentirono del fatto che Leibowitz fosse un ebreo newyorkese e per di più assunto dai comunisti, oltre che per il trattamento rude da lui assunto nei confronti di una donna bianca meridionale, anche se di basso livello, in quanto testimone ostile. Il capitano della guardia nazionale Joe Burelson promise al giudice Horton di proteggere Leibowitz e gli imputati "fintanto che abbiamo munizioni disponibili e uomini vivi". Una volta il capitano Burelson apprese che un gruppo stava per andare "a prendersi cura di Leibowitz"; sollevò allora il ponte levatoio attraverso il Tennessee tenendololi così fuori da Decatur.
Il giudice Horton apprese che i detenuti fossero in pericolo per colpa degli abitanti propensi al linciaggio, avvisò pertanto il pubblico presente: "voglio che sia noto che i detenuti sono sotto la protezione di questa corte la quale intende proteggere loro e qualsiasi altra persona impegnata in questo processo". Minacce di atti di violenza provennero anche dal Nord, questa volta da parte degli afroamericani. Una lettera spedita da Chicago avvisò: "quando quei ragazzi saranno morti, entro sei mesi il tuo Stato perderà 500 vite".
Leibowitz riuscì sistematicamente a smantellare l'intera storia di ciascun testimone dell'accusa durante l'esame incrociato. Ottenne che il dottor Bridges ammettesse che "il meglio che puoi dire su tutto il caso è che entrambe queste donne hanno mostrato di aver avuto rapporti sessuali". L'agente della biglietteria di Paint Rock (Alabama) testimoniò di aver visto le due donne e i giovani neri della stessa automobile, ma al giudizio incrociato ammise di non aver visto le donne finché queste non si avvicinarono al treno.
Il membro del posse comitatus Tom Rousseau affermò di aver veduto le donne e i giovani scendere dalla stessa macchina, ma sotto l'accertamento incrociato cambiò versione dicendo di aver trovato gli imputati sparsi in diverse vetture davanti al treno. Lee Adams testimoniò di aver visto la lotta tra le due bande, ma in seguito dichiarò di essersi trovato ad un quarto di miglia dalle rotaie. Ory Dobbins ripeté che aveva visto le donne tentare di saltare giù dal treno, ma Leibowitz mostrò le foto delle posizioni delle parti il che dimostrava che Dobbins non avrebbe mai potuto vedere tutto quello che aveva invece sostenuto. Dobbins insistette di aver visto le ragazze indossare indumenti da donna, ma altri testimoni invece dichiararono che avevano tute da lavoro.
L'accusa ritirò la testimonianza del dottor Marvin Lynch, l'altro medico d'esame, in quanto "ripetitiva". Molti anni dopo il giudice Horton affermò che Lynch gli aveva confidato che le donne non erano state violentate e che avevano riso quando le esaminò; disse che se lui avesse testimoniato per la difesa il caso si sarebbe presto concluso. Pensando che Patterson sarebbe stato comunque assolto Horton non costrinse Lynch a testimoniare: il giudice si convinse che gli imputati fossero innocenti.

#### Difesa
Leibowitz iniziò la sua difesa chiamando il residente di Chattanooga Dallas Ramsey il quale testimoniò che la sua casa si trovava proprio accanto all'"Hobo jungle" menzionato in precedenza; disse di aver visto sia Price che Bates arrivare in treno con un uomo bianco la mattina del presunto stupro.
Il fuochista del treno Percy Ricks testimoniò di aver visto le due donne che s'incamminavano lungo il fianco del treno subito dopo la fermata di Paint Rock, come se stessero cercando di sfuggire dai "posse". Leibowitz introdusse poi la testimonianza del ginecologo di Chattanooga, il dottor Edward A. Reisman il quale testimoniò che dopo che una donna era stata violentata da sei uomini, era impossibile che lei avesse solo una traccia di sperma, come invece era stato trovato in questo frangente.
Leibowitz successivamente chiamò Lester Carter, un uomo bianco che testimoniò di aver avuto rapporti con Bates. Jack Tiller, un altro bianco, disse che aveva fatto sesso con Price, due giorni prima delle presunte violenze; testimoniò che si trovava nel treno la mattina degli arresti. Aveva sentito Price chiedere a Orville Gilley, un giovane bianco, di confermare che fosse stata violentata: tuttavia Gilley le rispose di "andare all'inferno". Il procuratore della Contea di Morgan Wade Wright interrogò Carter cercando di convincerlo ad ammettere che il Partito Comunista avesse comprato la sua testimonianza, ma egli negò risolutamente, ma disse anche che l'avvocato difensore Joseph Brodsky aveva pagato il suo affitto ed acquistato un nuovo vestito.
Cinque degli Scottsboro Boys testimoniarono di non aver visto Price e Bates se non dopo che il treno si fermò a Paint Rock. Willie Roberson testimoniò che durante tutto il viaggio soffrì per colpa della sifilide, con le piaghe che gli impedivano di camminare e che si trovava in uno degli ultimi vagoni del treno.
Olen Montgomery testimoniò di essere rimasto da solo in uno dei vagoni-cisterna durante l'intero viaggio e non aveva saputo nulla circa la lotta o presunte uccisioni. Ozie Powell disse che, sebbene non fu uno dei partecipanti, aveva visto la lotta con gli adolescenti bianchi dal suo punto di osservazione; affermò di aver visto i bianchi adolescenti saltare giù dal treno in corsa. Roberson, Montgomery e Powell negarono di essersi mai conosciuti prima di quel giorno. Andy Wright, Eugene Williams e Haywood Patterson ammisero di conoscersi, ma di non aver visto le donne finché il treno non si fermò. Knight li mise a confronto sui casi in cui la loro testimonianza apparentemente sembrò differire da quella data a Scottsboro. Non si contraddicevano in alcun modo significativo.
Haywood Patterson testimoniò per suo conto che non aveva visto le donne prima di fermarsi a Paint Rock; egli resistette ad un esame incrociato di Knight che "gridò, scosse il dito e correva avanti e indietro davanti all'accusato". Ad un certo punto, Knight chiese: "Sei stato considerato colpevole a Scottsboro?" Patterson scattò: «Sono stato incastrato a Scottsboro!"». Knight tuonò: "Chi ti ha detto di dirlo?" Patterson replicò: "Mi sono detto di dirlo".
Appena la difesa terminò "con riserva", qualcuno porse a Leibowitz una nota; gli avvocati si raccolsero attorno al loro banco per una conversazione sottovoce, seguita da una breve pausa. Leibowitz chiamò allora un ultimo testimone. Fino a quel momento Ruby Bates si era resa irreperibile; scomparsa dalla sua casa a Huntsville settimane prima del nuovo processo, ad ogni sceriffo dell'Alabama era stato ordinato di cercarla, ma senza alcun risultato tangibile. Ora due guardie con le baionette aprirono le porte della corte e Bates entrò "in abbigliamento elegante, con gli occhi abbattuti".
Il suo ingresso un po' melodrammatico e soprattutto inaspettato richiamò l'attenzione dell'intera aula. Victoria Price, condotta fuori per identificarla, la scrutò con aria feroce. Knight avvertì Price di "mantenere il controllo". Bates diede avvio alla propria testimonianza spiegando che in realtà non si era verificata alcuna violenza. Disse che nessuno degli accusati l'aveva mai toccata né tantomeno conosciuta. Quando gli venne chiesto se fosse stata violentata il 25 marzo 1931 Bates disse: "No signore". Quando gli venne chiesto perché avesse inizialmente detto di aver subito violenza, ella rispose: "L'ho detto proprio come ha fatto Victoria, perché disse che avremmo dovuto rimanere in carcere se non avessimo inventato una storia dopo aver attraversato un confine statale con degli uomini". Bates spiegò che Price aveva dichiarato "di non preoccuparsi anche se tutti i negri in Alabama fossero stati messi in prigione". Questa ritrattazione sembrò essere un grave colpo per l'accusa.

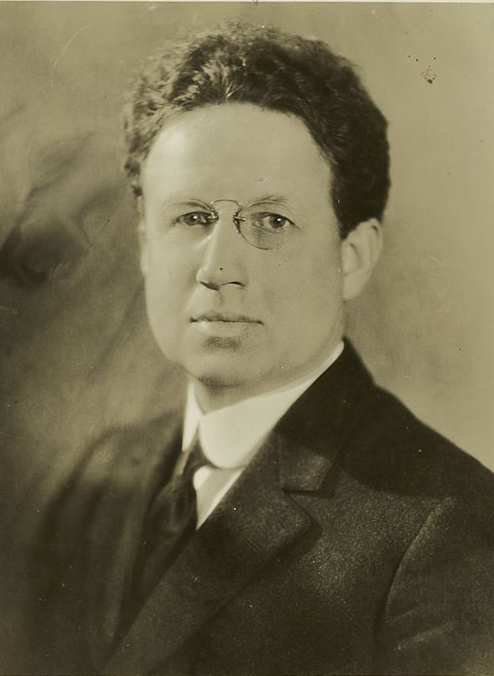
Il reverendo presbiteriano Harry Emerson Fosdick.

Bates ammise di aver intrattenuto un rapporto sessuale con Lester Carter nei cantieri ferroviari di Huntsville due giorni prima di aver fatto le accuse; infine testimoniò che era stata a New York ma che aveva deciso di tornare in Alabama per poter raccontare tutta la verità dopo le pressanti sollecitazioni ricevute dal reverendo presbiteriano Harry Emerson Fosdick di Manhattan.
Con l'occhio fisso sulla giuria Knight l'esaminò; notò il suo vestito alla moda e domandò dove lo avesse preso. Quando ella rispose che il Partito Comunista glielo aveva pagato ogni credibilità nei suoi confronti venne distrutta. Il giudice Horton ammonì gli spettatori di smettere immediatamente di ridere se non volevano essere cacciati.

#### Arringhe di chiusura
Al momento di concludere, l'accusa impiegò osservazioni antisemitiche per screditare Leibowitz; Wade Wright aggiunse, riferendosi all'amante di Ruby Lester Carter come a "Mr. Caterinsky", chiamandolo "l'ebreo più bello" che avesse mai visto. Concluse: "non sapete che questi testimoni della difesa sono stati acquistati e pagati? Che il Signore abbia pietà dell'anima di Ruby Bates. Ora la domanda in questo caso è la seguente: la giustizia verrà acquistata e venduta in Alabama con il denaro di un ebreo di New York?"
Leibowitz si oppose richiedendo l'annullamento dell'intero procedimento; il giudice Horton però rifiutò dicendo alla giuria di "togliere queste ultime osservazioni dalle vostre menti". Un autore descrive l'argomento di chiusura di Wright come "la celebre esortazione antiebraica alla giuria... Fino a quando Wright non cominciò a parlare molti giornalisti ritennero che esistesse ancora una possibilità di liberazione, almeno una giuria bloccata, ma da quel momento in poi la difesa si rivelò del tutto impotente".
Nella sua arringa di chiusura Leibowitz definì l'argomento di Wright un appello alla fanatizzazione regionale, sostenendo che parlare di comunisti era solo un modo per "chiudere gli occhi" della giuria. Si descrisse come un patriota, un "democratico rooseveltiano", che aveva servito le "stelle e strisce" nella prima guerra mondiale "quando non si parlava di ebrei o Gentili, di bianchi o di negri". Per quanto riguarda il riferimento di Wright ai "soldi ebrei" Leibowitz disse che difendeva i ragazzi di Scottsboro a titolo gratuito e che pagava personalmente le spese della moglie che lo aveva accompagnato.
"Mi interessa", affermò Leibowitz, "solo vedere che quel povero stupido ragazzo, assieme con i suoi co-imputati, rimane inerme e tremante... perché credo, davanti a Dio, che sono solo le vittime di una sconvolgente cornice". Definì la testimonianza di Price "una sporca menzogna, spregevole e oltraggiosa". Concluse con un Padre nostro e una sfida rivolta alla giuria per liberare o sentenziare la pena di morte contro gli imputati per un fatto mai accaduto.
Knight replicò ruggendo che se la giuria avesse trovato Haywood non colpevole, allora dovrebbero "mettergli una ghirlanda di rose intorno al collo, offrirgli una cena e mandarlo a New York City". Considerando le prove, continuò, "può esserci solo un verdetto: la morte sulla sedia elettrica per aver stuprato Victoria Price".

#### Verdetto
La giuria iniziò a deliberare sabato pomeriggio e annunciò che avrebbe emesso un verdetto alle dieci della mattina successiva, mentre molti residenti di Decatur si trovano in chiesa. Il direttore della giuria, Eugene Bailey, consegnò la sentenza scritta al giudice Horton. La giuria aveva trovato l'imputato colpevole di stupro e lo condannò a morte. Bailey aveva premuto per undici ore sull'ergastolo, ma alla fine accettò la pena di morte.
Secondo un resoconto il giurato Irwin Craig si oppose all'imposizione della pena di morte perché fermamente convinto che Patterson fosse innocente.

##### Irwin Craig
Irwin "Red" Craig (morto nel 1970) (soprannominato coì per il colore dei capelli) fu l'unico giurato a rifiutare la pena capitale. Suo figlio Sonny molto più tardi ricordò di avergli sentito dire: "Questi giovani erano innocenti, tutti lo sapevano, ma sarebbero stati puniti lo stesso per quello che non avevano fatto". Il Ku Klux Klan depositò una croce e gli diede fuoco nel suo cortile di casa.
Venne chiamato il giudice Horton, che lo esortò a cambiare il suo voto di colpevolezza: "Se non lo fai, ti uccideranno, Red," disse. Ma Craig protestò di non poter cambiare il suo voto. Horton rispose: "Non ti preoccupare, me ne occuperò io".

#### Horton concede a Patterson un nuovo processo
La difesa si mosse in direzione di un nuovo processo e, credendo che gli imputati fossero effettivamente innocenti, il giudice James Edwin Horton accettò di mettere da parte il verdetto di colpevolezza per Patterson. Horton constatò che gli imputati non avrebbero mai potuto ottenere un processo equo e pertanto rinviò indefinitamente le restanti cause, ben sapendo che ciò gli sarebbe costato la carriera al momento della rielezione.
Horton ascoltò le argomentazioni sulla proposta di nuovo processo presso il tribunale della contea di Limestone ad Athens, dove lesse la sua decisione alla difesa e ad un furioso Knight: "queste donne sono indicate... per aver accusato falsamente due negri... Questa tendenza da parte delle donne dimostra che sono predisposte a scagliare false accuse... La Corte non accoglierà ulteriormente tali prove evidentemente non corrispondenti al vero.".
Horton ordinò quindi un nuovo processo, che sarebbe stato il terzo per Patterson.
Quando il giudice Horton annunciò la sua decisione, Knight dichiarò di voler continuare l'accusa. Disse di aver trovato Orville "Carolina Slim" Gilley, l'adolescente bianco presente sul vagone merci, e che questi avrebbe corroborato la storia di Price in pieno. Alla richiesta di Knight, la corte sostituì Horton con il giudice William Washington Callahan, descritto come un razzista. In seguito, istruì la giuria sul fatto che nessuna donna bianca avrebbe mai potuto avere accettato volontariamente un rapporto sessuale con un "negro".

### Terzo processo a Patterson
Durante le fasi processuali di Decatur, tenutesi dal novembre 1933 al luglio 1937, il giudice Callahan volle far uscire il caso dalle "prime pagine dei giornali americani": bandì pertanto i fotografi, i cronisti e perfino qualsiasi macchina da scrivere dall'aula di giustizia. "Qui non ci sarà più un'immagine," ordinò. Egli impose, inoltre, un limite di tre giorni per ogni dibattimento, portandolo avanti fino a sera inoltrata. Tolse infine ogni sorta di protezione alla difesa, riuscendo a convincere il governatore Benjamin Meek Miller a tenere la National Guard of the United States lontana.
La difesa richiese immediatamente uno spostamento della sede giudiziaria, presentando affidavit in cui centinaia di residenti dichiaravano la loro intensa disapprovazione nei confronti degli imputati, per dimostrare che vi erano "pregiudizi enormi" contro di loro. L'accusa controbatté dichiarando che alcune delle dichiarazioni erano false e che sei delle persone citate erano già morte. La difesa affermò di aver ricevuto numerose minacce di morte, ma il giudice rispose che lui e l'accusa ne avevano ricevute molte di più da parte dei comunisti.
Leibowitz fece notare e rimarcò il fatto che nessuna delle liste di giuria della contea di Jackson contenesse nomi di afroamericani. Quando, dopo parecchie ore di lettura dei nomi, il commissario Moody rilevò infine diversi nomi di afroamericani, Leibowitz ottenne dei campioni di scrittura da tutti i presenti. Un uomo ammise che la scrittura a mano sembrava essere sua. Leibowitz chiamò un esperto di grafologia il quale testimoniò che i nomi identificati come afroamericani erano stati aggiunti più tardi all'elenco e firmati dall'ex commissario della giuria Morgan.
Il giudice Callahan non stabilì che l'esclusione della popolazione per razza fosse incostituzionale, ma solo che la difesa non era riuscita a dimostrare che gli afroamericani fossero stati deliberatamente esclusi. Permettendo a Leibowitz di registrare agli atti questo argomento Callahan fornì il motivo per cui dovesse essere proposto il ricorso alla Corte suprema degli Stati Uniti d'America per una seconda volta. Ciò sarà la base della constatazione nella sentenza Norris contro Alabama (1935), che si era cioè verificata un'esclusione di massa dei giurati afroamericani, in aperta violazione della clausola processuale prevista dalla Costituzione degli Stati Uniti d'America.
Il processo-ter di Decatur a Haywood Patterson ebbe iniziò il 27 novembre 1933. Trentasei giurati potenziali ammisero di avere già un "parere fermo" sul caso il che condusse Leibowitz a spingere nuovamente per un cambiamento di sede, ma Callahan lo negò; egli escluse inoltre le prove di difesa che Horton aveva ammesso e, ad un certo punto, esclamò diretto a Leibowitz: "il giudice Horton adesso non può più aiutarti". Sostenne continuamente le obiezioni del collegio accusatorio respingendo quelle della difesa.
Price testimoniò ancora una volta che una dozzina di uomini negri armati entrarono nella sua carrozza. Disse che Patterson aveva sparato un colpo per terrorizzare tutti i bianchi presenti, ma che Gilley riuscì a fuggire dal treno; affermò che i negri gli strapparono i vestiti di dosso e la violentarono ripetutamente sotto la minaccia di un coltello puntato alla gola e riconobbe Patterson come uno degli aggressori. Dichiarò che dopo aver violentato lei e Bates il ragazzo disse che le avrebbero portate al Nord o buttate nel fiume. Testimoniò infine di essere svenuta mentre usciva dal vagone, e di essersi seduta per riprendersi in un negozio a Paint Rock. Quando Leibowitz riprese, la mattina successiva, non mancò di sottolineare le molte contraddizioni presenti tra le varie versioni della violenza.
Il giudice Callahan interruppe ripetutamente l'interrogatorio di Leibowitz a Price, chiamando le questioni poste dalla difesa «argomentazioni forzate», «immateriali», «inutili», «spreco di tempo» e persino «illegali». Nonostante le molte contraddizioni, Price mantenne tenacemente la propria versione dei fatti.
La testimonianza di Orville Gilley diede la netta impressione di voler essere conciliante. Negò di essere un "testimone comprato", ripeté la sua dichiarazione sui neri armati che ordinarono agli adolescenti bianchi di saltare fuori dal treno e confermò l'accusa di Price, aggiungendo di essere riuscito a fermare lo stupro convincendo il "negro" con la pistola a far sì che fermasse i violentatori "prima che la uccidessero". Leibowitz lo interrogò a lungo circa le contraddizioni tra il suo racconto e la testimonianza di Price, ma questi rimase "imperturbabile". Gilley affermò di aver incontrato Lester Carter e le donne la sera prima delle presunte violenze e procurato loro caffè e panini. Callahan lo interruppe prima che Leibowitz potesse scoprire se Gilley stesse andando "da qualche parte con le donne" quella sera.
L'accusa chiamò diversi agricoltori bianchi i quali testimoniarono di aver assistito alla lotta sul treno e aver visto le ragazze che "cercavano di scappare", ma che gli imputati riuscirono a trattenerle.
Lester Carter sostenne la difesa. Egli aveva testimoniato nel primo processo di Decatur che Price e Bates avevano avuto rapporti sessuali con lui e Gilley nell'"Hobo Jungle" a Chattanooga prima delle presunte violenze, il che avrebbe potuto ben spiegare le tracce sperma rinvenuto nelle donne. Ma il giudice Callahan non gli permise di ripeterla, affermando che fosse "irrilevante".
Ruby Bates si trovava apparentemente troppo ammalata per viaggiare; aveva avuto un intervento chirurgico a New York e ad un certo punto Leibowitz chiese che la sua deposizione venisse considerata una "Dying declaration" (dichiarazione morente). In realtà non morì affatto ma Callahan, per tutto il triennio del processo, negò sempre la richiesta di organizzare la sua deposizione. Anche se la difesa aveva bisogno di quella testimonianza, al momento della sua deposizione il caso era già passato alla giuria la quale non ebbe così alcun modo di sentirla.
Haywood Patterson ammise di aver "picchiato" gli adolescenti bianchi, ma solo perché era stato aggredito; negò fermamente di aver visto le donne bianche prima dell'arrivo in stazione. Nell'interrogatorio incrociato Knight lo confrontò con la precedente testimonianza di Scottsboro in cui aveva affermato di non aver toccato le donne, ma che aveva visto gli altri cinque imputati stuprarle. Leibowitz obiettò, affermando che la Corte suprema degli Stati Uniti d'America aveva dichiarato illegale la precedente testimonianza. Callahan glielo concesse, anche se non accettò la testimonianza attuale dell'imputato. Patterson spiegò così le contraddizioni presenti: "ci siamo spaventati e non so quello che ho detto, ci hanno detto che se non avessimo confessato ci avrebbero lasciati uccidere dalla folla".
Patterson affermò che le minacce erano state fatte dalle guardie mentre gli imputati si trovavano in prigione; disse che erano state ripetute anche in presenza del giudice. Patterson indicò H.G. Bailey, procuratore nel processo di Scottsboro, affermando: "il signor Bailey disse di far mandare tutti i negri alla sedia elettrica, che tanto in ogni caso c'erano sempre troppi negri in giro".
Le arringhe di chiusura vennero pronunciate dal 29 al 30 novembre, senza interrompersi per il Giorno del ringraziamento. Callahan limitò ognuna delle due parti a due ore di argomentazione.
Knight dichiarò nella sua chiusura che l'accusa non aveva vendicato quello che gli imputati avevano fatto a Price: "quel che è stato fatto a lei non può essere annullato. Quello che si può fare adesso è assicurarsi che non accada a nessun'altra donna". Leibowitz obiettò che l'argomento era "un appello alla passione e ai pregiudizi" e richiese una procedura d'invalidazione. Knight convenne che era un appello alla passione, e Callahan accolse il suo parere. Il procuratore continuò: "tutti noi abbiamo una passione, tutti gli uomini in quest'aula di tribunale vogliamo proteggere la femminilità in Alabama". Come conclusione il suo assistente Wade Wright riassunse le testimonianze e avvertì la giuria "che questo crimine avrebbe potuto essere commesso contro qualsiasi donna, anche se fosse stata in un'automobile invece che su un treno".
H. G. Bailey ricordò alla giuria che la legge presumeva Patterson innocente, anche se quello che Gilley e Price avevano descritto era "un fatto talmente sordido che nessuna lingua umana avrebbe mai potuto descriverlo". Infine si schierò in difesa delle donne: "invece di farsi dipingere i volti... erano abbastanza coraggiose per andare a Chattanooga per cercarsi un lavoro onesto". Bailey attaccò infine la difesa: "dicono che questo è un complotto! Hanno cominciato a urlare al complotto da quando questo caso è iniziato! Chi l'ha creato? Ory Dobbins l'ha prodotto? Il fratello Hill l'ha montato? Abbiamo fatto tante cose terribili, c'è Scottsboro, vero? Perbacco!. E ora vengono qui e cercheranno di convincerti che una cosa del genere è accaduta nella tua contea vicina".
Il giudice Callahan sottolineò alla giuria che Price e Bates avrebbero potuto essere violentate anche senza l'uso della forza, semplicemente rinunciando al loro consenso, pertanto suggerì che "quando la donna che accusa di essere stata violentata è bianca, vi è una forte supposizione legale che essa non possa aver ceduto volontariamente al rapporto con l'imputato, un negro". Istruì infine i giurati sul fatto che anche se Patterson fosse tanto presente solo per "lo scopo di aiutare, incoraggiare, assistere o istigare" le violenze "in qualsiasi modo", egli sarebbe colpevole quanto colui che le ha effettivamente commesse.
Disse loro che non avevano bisogno di trovare la conferma della testimonianza di Price; se solo l'avessero creduto, ciò sarebbe stato sufficiente per un verdetto di colpevolezza. Callahan fornì alla giuria solo la forma di condanna; spiegò la forma di assoluzione solo dopo che l'accusa, temendo un errore reversibile, lo invitò a farlo.
Il Time riportò che "ventisei ore più tardi provenne uno strepito da dietro la porta in legno della stanza della giuria. L'ufficiale giudiziario permise ai giurati di uscire; il presidente gli porse una nota sgualcita e umida. Un sorriso sottile svanì dalle labbra di Patterson mentre l'impiegato leggeva la sua terza condanna a morte".
Nel maggio del 1934, nonostante non avesse avuto praticamente alcuna opposizione nelle elezioni precedenti, James Horton venne sonoramente sconfitto alla rielezione come giudice di contea. Il voto contro di lui fu particolarmente pesante nella contea di Morgan (Alabama). Allo stesso tempo Thomas Knight venne eletto vicegovernatore dell'Alabama.

### Secondo processo a Norris
Il giudice Callahan avviò la selezione della giuria per il processo di Norris il 30 novembre del 1933, pomeriggio del giorno del ringraziamento. Victoria Price testimoniò che due dei suoi presunti assalitori impugnavano delle pistole, che gettarono fuori dal treno gli adolescenti bianchi, che lei stessa tentò di saltare giù ma che venne afferrata, gettata sulla ghiaia presente nel vagone merci; uno di loro gli avrebbe tenuto le gambe e un altro un coltello puntato contro, infine un terzo avrebbe violentato sia lei che Ruby Bates. Sostenne che Norris la violentò, insieme ad altri cinque.
Callahan non avrebbe permesso a Leibowitz di chiedere a Price di qualsiasi "crimine di turpitudine morale" da lei compiuto né perché fosse andata a Chattanooga, dove aveva trascorso la notte, con Carter o Gilley; né avrebbe concesso domande riguardanti il fatto se avesse avuto rapporti sessuali con i due bianchi. Durante l'esame incrociato Price guardò Knight così spesso che Leibowitz l'accusò di cercare segnali. Callahan avvertì Leibowitz che non avrebbe permesso "tali tattiche" nella sua aula giudiziaria.
Il dottor Bridges fu il testimone di Stato e Leibowitz lo interrogò a lungo, cercando di convincerlo ad accettare l'idea che uno stupro avrebbe prodotto più ferite di quante non ne fossero trovate. Callahan accettò un'obiezione del pubblico ministero, affermando che "le domande non sono basate sulle prove".
Ruby Bates fece la sua deposizione dal letto d'ospedale newyorkese e questa arrivò in tempo per essere letta alla giuria. Callahan sostenne le obiezioni dell'accusa contro gran parte di essa, in modo significativo la parte in cui disse che lei e Price avevano entrambi volontariamente avuto rapporti sessuali a Chattanooga la notte prima delle presunte violenze. Leibowitz lesse il resto della deposizione di Bates, inclusa la sua versione su quanto che era accaduto sul treno.
Ella affermò che c'erano degli adolescenti bianchi che saltavano nel vagone, che alcuni adolescenti neri entrarono, che scoppiò una rissa, che la maggioranza dei bianchi si gettò dal treno e che i neri "scomparirono" finché il Posse comitatus non fermò il treno a Paint Rock. Testimoniò che lei, Price e Gilley vennero arrestati e che l'amica scagliò l'accusa di stupro, istruendola ad andare avanti con la storia per non rischiare di rimanere in carcere per prostituzione. Ribadì che né lei né Price erano mai state violentate. Leibowitz decise di non tenere conto della testimonianza di Norris.
Le arringhe di chiusura si svolsero il 4 dicembre 1933. Nel suo discorso Leibowitz definì la causa della procura "una spregevole intelaiatura costruita artificialmente". Tentò anche di superare i pregiudizi locali affermando che "se avete un dubbio ragionevole, resistete. Sostenete il vostro giudizio, mostrate di essere degli uomini con del sangue nelle vene". L'argomento finale della procura fu più breve e meno "aggressivo" di quello che era stato nel caso di Patterson. Si rivolse maggiormente alle prove e meno ai pregiudizi regionali della giuria.
Leibowitz pose anche molte obiezioni alla giuria nei riguardi di Callahan. Il The New York Times descrisse Leibowitz come "pressare il giudice quasi come se fosse una testimonianza ostile". Il sindaco di New York Fiorello La Guardia aveva inviato due ispettori di polizia per proteggere Leibowitz. Durante le lunghe discussioni della giuria anche Callahan assegnò due rappresentanti della contea di Morgan con l'incarico di guardarlo a vista.
La giuria iniziò la deliberazione il 5 dicembre. Dopo 14 ore ritornò in aula consegnando un verdetto di colpevolezza e condannando Norris a morte. Questi prese la notizia stoicamente.
Il puntuale appello di Leibowitz sospese la data dell'esecuzione, per cui Patterson e Norris rimasero entrambi nel braccio della morte della prigione di Kilby. Gli altri imputati attesero nel carcere della contea di Jefferson a Birmingham per l'esito degli appelli. Leibowitz venne scortato alla stazione ferroviaria sotto scorta e se ne tornò a New York.

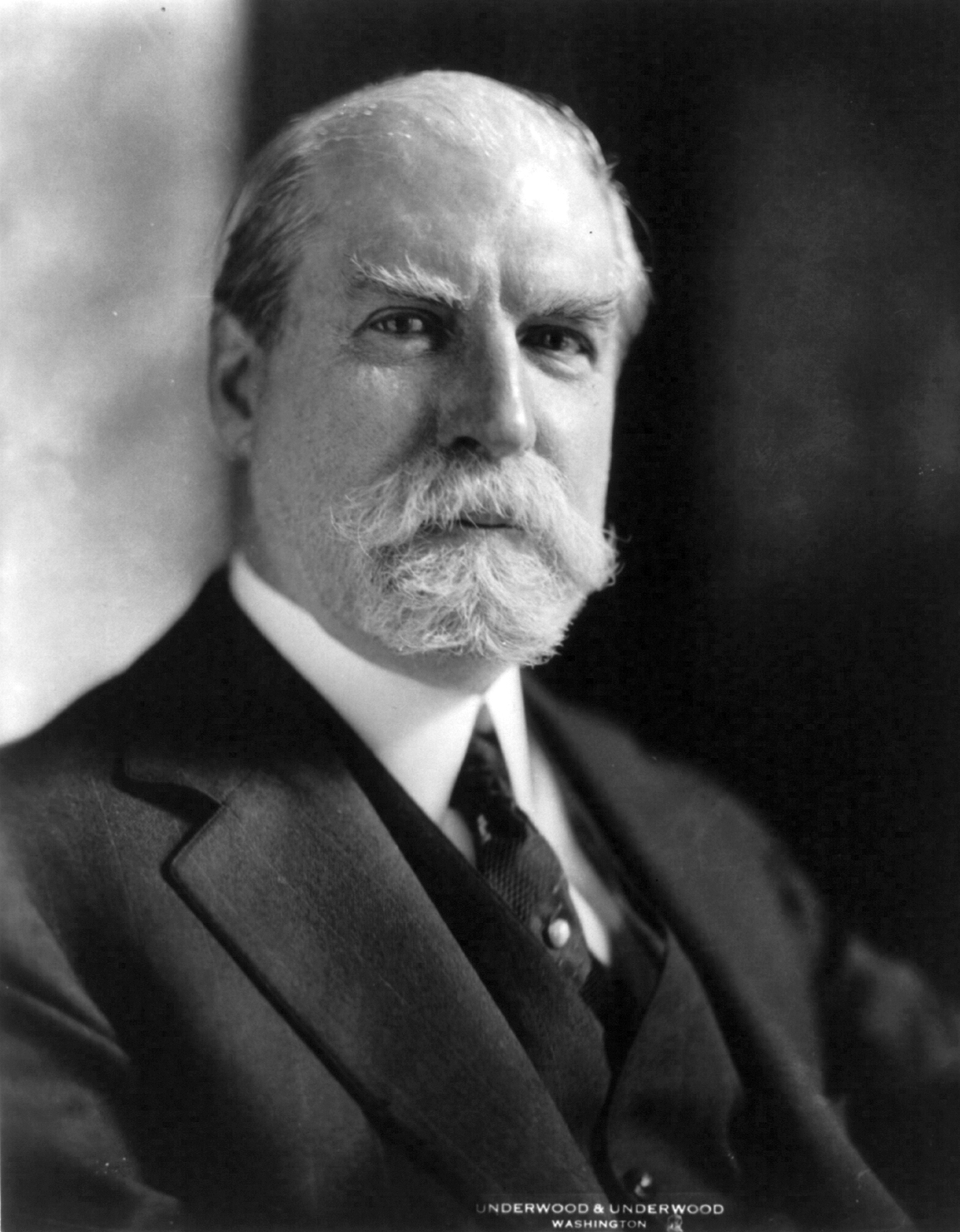
Lo Chief Justice della Corte Suprema degli Stati Uniti d'America Charles Evans Hughes.

### Annullamento delle sentenze di Decatur da parte della Corte suprema
Il caso finì alla Corte Suprema degli Stati Uniti d'America per la seconda volta. Il tribunale ribaltò nuovamente le sentenze sulla base del fatto che i neri erano stati esclusi dalla lista dei giurati a causa della loro "razza".
Samuel Leibowitz, Walter H. Pollak e Osmond Frankel sostennero la causa dal 15 al 18 febbraio 1935. Leibowitz mostrò ai giudici come i nomi degli afroamericani fossero stati aggiunti in seguito; vennero esaminate attentamente le liste con una lente di ingrandimento. Thomas Knight dichiarò che il processo alla giuria fosse senza alcun discernimento.
Poiché il caso di Haywood Patterson era stato licenziato a causa della mancata presentazione del ricorso entro i tempi tecnici, ciò presentava altresì diversi interrogativi. Osmond Frankel e Walter Pollak li sottoposero all'attenzione della corte.
Il 1º aprile 1935 la Corte Suprema inviò ancora una volta i casi alla ripetizione. Scrivendo a nome dell'intera Corte lo Chief Justice Charles Evans Hughes sottolineò la clausola di uguaglianza e di protezione della Costituzione statunitense la quale chiaramente impediva agli Stati federati degli Stati Uniti d'America di escludere i cittadini dall'elenco dei giurati per motivazioni dovute esclusivamente alla loro "razza".
Fece inoltre notare che la Corte, dopo aver esaminato i verbali processuali, denunciava il giudice Callahan e la Corte Suprema dell'Alabama per aver accettarto le affermazioni secondo cui i cittadini neri non erano stati esclusi. Secondo la Corte sarebbe stato necessario "qualcosa di più". Concluse così: "la mozione di cessazione immediata del dibattimento... avrebbe dovuto essere concessa". La sentenza dichiarò che sarebbe stata commessa una grande ingiustizia si fosse permessa l'esecuzione di Patterson quando Norris avrebbe invece ottenuto un riesame, argomentando che l'Alabama avrebbe avuto la possibilità di riesaminare anche il suo caso.
Il governatore dell'Alabama Bibb Graves istruì ogni avvocato e giudice dello Stato: "Che la decisione piaccia o meno... dobbiamo mettere i negri negli elenchi di giuria, l'Alabama osserverà la legge suprema dell'America".

### Scontro processuale finale
Dopo il rinvio del caso, il 1º maggio 1935, Victoria Price fece nuove dichiarazioni giurate contro gli imputati nella sua qualità di unica testimone danneggiata. Un aframericano, Creed Conyer, venne selezionato per la prima volta come membro di un Grand jury dell'Alabama. L'accusa avrebbe potuto essere inoltrata con un voto di due terzi e la giuria votò per indagare gli imputati. Thomas Knight, Jr venne nominato procuratore speciale dei casi.
Leibowitz riconobbe di essere stato visto dal pubblico come uno straniero e permise all'avvocato locale Charles Watts di essere il difensore principale; egli lo
assistette dal margine. Il giudice Callahan accusò tutti gli imputati tranne i due giovanotti di Decatur. Tutti si dichiararono non colpevoli.
Watts si mosse per portare la causa alla Corte Federale come un caso di diritti civili, ma Callahan glielo negò prontamente. Organizzò l'apertura del dibattimento per il 20 gennaio 1936. 

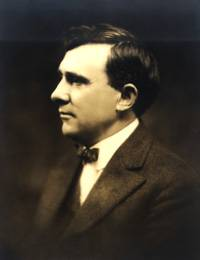
Il governatore dell'Alabama David Bibb Graves.

### Conclusioni
Il 23 gennaio 1936 Haywood Patterson venne condannato per stupro e condannato a 75 anni, la prima volta in Alabama che un uomo nero non fu condannato a morte per aver commesso violenza sessuale contro una donna bianca. Patterson evase nel 1948 e fece pubblicare The Scottsboro Boy nel 1950. In quello stesso anno fu catturato dall'FBI in Michigan; il governatore dello Stato rifiutò però di estradare Patterson in Alabama. Egli venne successivamente arrestato nuovamente per aver pugnalato un uomo durante una rissa in un bar e condannato per omicidio. Patterson è morto di neoplasia in carcere nel 1952, dopo aver scontato poco più di un anno della sua seconda condanna.

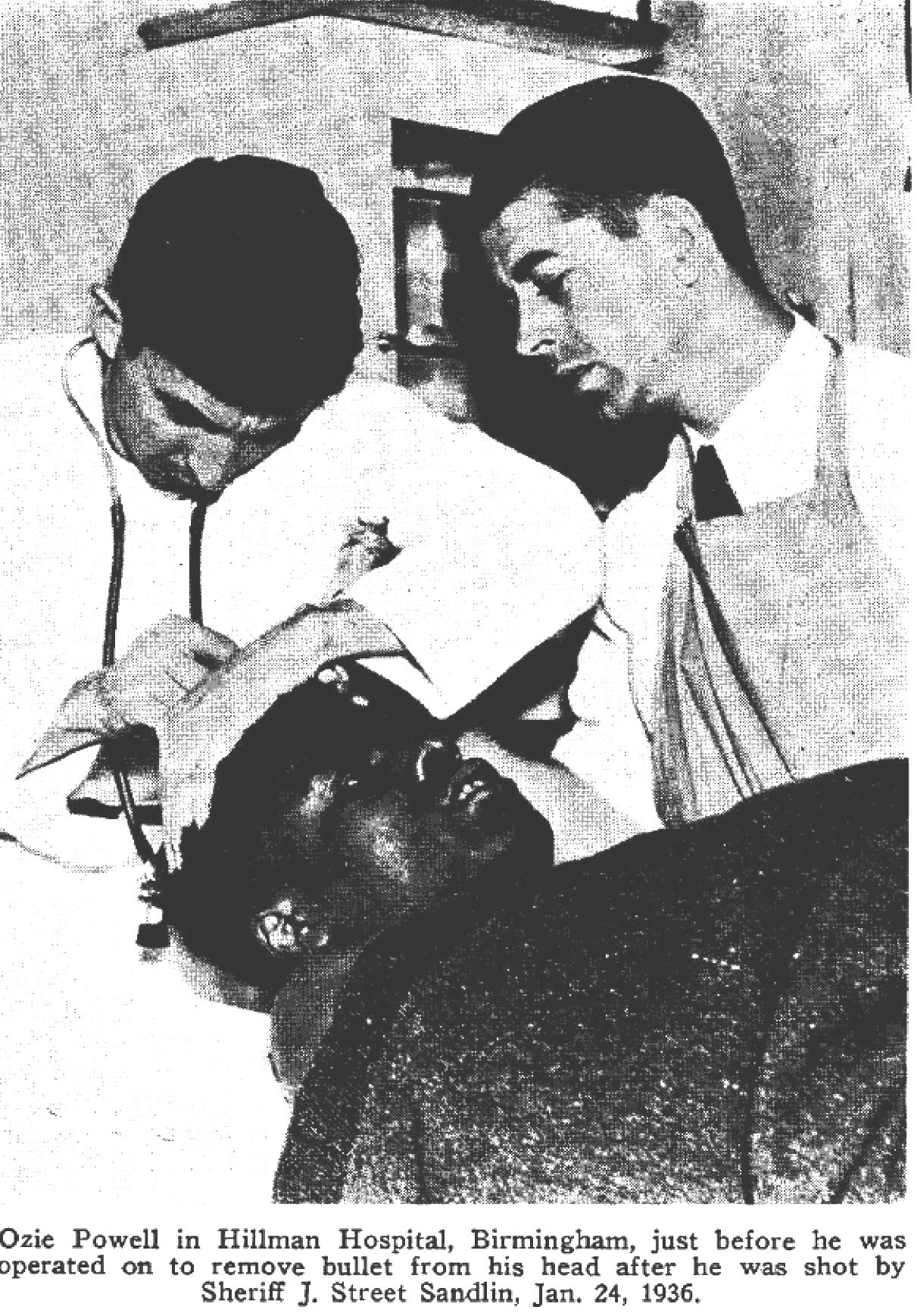
Ozie Powell sotto i ferri dopo essere stato preso a pistolettate da un poliziotto; rimarrà disabile permanente.

Il 24 gennaio 1936 Ozie Powell venne accusato di ingiurie contro un deputato.
Il 17 maggio 1937 il procuratore dell'accusa Thomas E. Knight morì improvvisamente.
Il 15 luglio 1937 Clarence Norris venne dichiarato colpevole di stupro e aggressione sessuale e condannato a morte, ma il governatore David Bibb Graves nel 1938 commutò la sua pena nell'ergastolo. Uscito dal carcere grazie alla libertà condizionale nel 1946 si nascose trasferendosi a Brooklyn, dove si sposò ed ebbe dei figli. Nel 1970 cominciò a cercare un "perdono ufficiale" con l'aiuto del'National Association for the Advancement of Colored People e nel 1976 il governatore George Wallace perdonò Norris, dichiarandolo "non colpevole". L'autobiografia di Norris intitolata The Last of the Scottsboro Boys venne pubblicata nel 1979. Norris è morto il 23 gennaio 1989 colpito dalla malattia di Alzheimer.
Il 22 luglio 1937 Andrew Wright venne condannato per stupro a 99 anni. Ottenne la liberazione condizionale, ma tornò in prigione dopo averla violata. Graziato nel 1950 venne prosciolto definitivamente dallo Stato di New York.
Il 24 luglio 1937 Charlie Weems venne condannato per stupro a 105 anni di carcere. Ottenne l'indulto nel 1943.
Quello stesso giorno Ozie Powell venne ricondotto in tribunale e il nuovo procuratore, Thomas Lawson, annunciò che lo Stato stava facendo cadere le accuse di stupro contro di lui, ma anche che si era dichiarato colpevole di aver aggredito un deputato. Venne condannato a 20 anni e successivamente liberato nel 1946 grazie all'indulto.
Sempre il 24 luglio 1937 lo Stato dell'Alabama fece cadere tutte le accuse contro i restanti quattro ragazzi, ossia Willie Roberson, Olen Montgomery, Eugene Williams e Roy Wright; i quattro avevano trascorso sei anni di prigione dentro il braccio della morte come fossero degli adulti nonostante le loro giovani età. Thomas Lawson annunciò che dopo "accurata considerazione" il procuratore si era "convinto" che Roberson e Montgomery non fossero "colpevoli". Wright e Williams, a prescindere dalla loro colpevolezza o innocenza, avevano all'epoca 12 e 13 anni e, tenuto conto del tempo di carcere che avevano già scontato, la giustizia richiese formalmente anche per loro la liberazione.
Dopo l'uscita dal carcere di Roy Wright il "Comitato di difesa di Scottsboro" lo condusse con sé in occasione di un tour nazionale. Poco dopo si arruolò nell'United States Army; più tardi si sposò ed entrò nella marina mercantile. Dopo essere tornato da un lungo viaggio via mare nel 1959 pensò che sua moglie gli fosse stata infedele, le sparò colpendola a morte ed infine rivolse la pistola contro di sé commettendo suicidio.
Il 26 luglio 1937 Haywood Patterson venne inviato all'"Atmore State Prison Farm". I rimanenti "Scottsboro Boys" in questo momento ancora sotto custodia, cioè Norris, A Wright e Weems rimasero invece nella prigione di Kilby.

## Conseguenze
Il Governatore Graves aveva già previsto di perdonare i prigionieri nel 1938, ma rimase contrariato dalla loro ostilità e dal rifiuto di ammettere la loro colpa. Rifiutò i perdoni, ma commutò la condanna a morte di Norris nel carcere a vita.
Ruby Bates viaggiò per breve tempo come oratrice dell'ILD. Disse che era "dispiaciuta per tutti i guai che ho causato loro" e affermò di averlo fatto solo perché era "spaventata dalla classe dirigente di Scottsboro". Più tardi si impiegò in una fabbrica di filatura di New York fino al 1938; quell'anno tornò a Huntsville. Victoria Price lavorò in un cotonificio di Huntsville fino al 1938, poi si trasferì a Flintville, in Tennessee.
Scottsboro: A Tragedy of the American South (1969) di Dan T. Carter fu ampiamente ritenuto autorevole, ma affermò erroneamente che Price e Bates fossero morte. Un film dell'NBC, Judge Horton and the Scottsboro Boys (1976) espresse la tesi che la difesa aveva ampiamente dimostrato che Price e Bates erano in realtà delle prostitute; entrambe citarono in giudizio la rete televisiva. Bates è morta nel 1976 a Washington, dove ha vissuto con il marito carpentiere e la sua causa non è mai stata avviata. La causa di Price è stata inizialmente respinta, ma lei ha fatto appello. Quando la Corte suprema degli Stati Uniti d'America accettò di ascoltarla nel 1977 però Price ignorò il consiglio del suo avvocato e accettò un accordo con l'NBC. Ha usato i soldi per comprare una casa. Price è morta nel 1983 nella contea di Lincoln.
La maggior parte dei residenti di Scottsboro hanno riconosciuto l'ingiustizia che ha avuto il suo inizio proprio nella loro comunità. Nel gennaio 2004 la città ha dedicato un cartello storico in occasione della commemorazione del caso presso la Corte della contea di Jackson. Secondo un articolo "un uomo nero di 87 anni che ha partecipato alla cerimonia ha ricordato che la scena della folla dopo l'arresto dei ragazzi era spaventosa e che le minacce di morte erano state propagate subito contro i sospetti. Parlando della decisione di installare il cartello, ha detto: penso che porterà le razze più vicine, per capirle meglio".
Shelia Washington ha fondato lo "Scottsboro Boys Museum and Cultural Center" nel 2010 a Scottsboro. Si trova nell'ex Chiesa metodista ed è dedicato all'esplorazione del caso e alla commemorazione della ricerca della giustizia per le sue vittime.

## Perdono del 2013
All'inizio di maggio 2013 la legislatura dell'Alabama ha aperto la strada per i perdoni postumi. Il 21 novembre 2013 l'"Alabama Board of Pardons e Paroles" ha concesso a Weems, Wright e Patterson, gli unici ragazzi di Scottsboro che non avevano mai ricevuto un verdetto di colpevolezza né una sentenza ribaltata né avuto un indulto.
Il governatore Robert J. Bentley quello stesso giorno dichiara alla stampa: "mentre non riusciamo a capire quello che sia accaduto ai ragazzi di Scottsboro 80 anni fa, abbiamo trovato un modo per promuovere i loro diritti. La grazia accordata avviene molto in ritardo. La legislazione che ha portato ai perdoni di oggi è il frutto di uno sforzo bipartisan e cooperativo. Apprezzo il "Consiglio dei Perdoni" e della Libertà per aver contribuito a far procedere i nostri progressi attuali e concedendo ufficialmente questi perdoni. Oggi i ragazzi di Scottsboro hanno finalmente ricevuto quella giustizia che avrebbero meritato fin dal principio".

## Nella cultura di massa

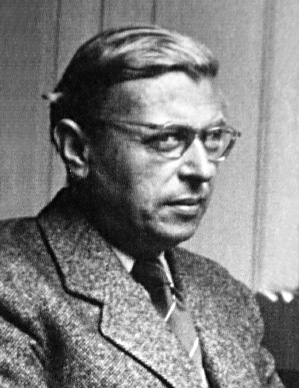
Jean-Paul Sartre scrisse nel 1946 il dramma teatrale intitolato La puttana rispettosa ispirandosi al caso degli Scottsboro Boys.

### Letteratura
Il poeta e drammaturgo afroamericano Langston Hughes scrisse della vicenda nella sua opera intitolata Scottsboro Limited.
Il romanzo Il buio oltre la siepe di Harper Lee è ambientato nel profondo Sud del 1930. Un elemento importante della trama riguarda il padre, l'avvocato Atticus Finch, che difende un uomo nero contro una falsa accusa di stupro. Il processo in questo romanzo è spesso caratterizzato come basato sul caso Scottsboro. Ma Harper Lee ha detto nel 2005 che aveva in mente qualcosa di meno sensazionale, anche se il caso di Scottsboro serviva "allo stesso scopo" per mostrare i pregiudizi meridionali.
Scottsboro: A Novel (2009) di Ellen Feldman è stato selezionato per l'Orange Prize; è un resoconto romanzato del processo, raccontato dal punto di vista di Ruby Bates e di una giornalista fittizia, Alice Whittier.
Il romanzo di Richard Wright del 1940 Paura è stato influenzato dal caso degli Scottsboro Boys. C'è un parallelo tra la scena del giudice in cui Max chiama "l'odio e l'impazienza" della "folla riunita per le strade al di là della finestra" e la "folla che circondava la prigione di Scottsboro con nodo scorsoio e kerosene" dopo l'apertuta del dibattimento processuale.

### Musica
Il cantante blues Lead Belly ha commemorato gli eventi nella sua canzone "The Scottsboro Boys". In essa avverte le persone "colorate" di stare ben attente se vanno in Alabama, dicendo che "l'uomo lo sta andando a prendere", e che "i ragazzi di Scottsboro sapranno dirgli che cosa è accaduto".
Il gruppo rap metal Rage Against the Machine fornisce immagini dei ragazzi di Scottsboro nel loro singolo No Shelter, insieme alle immagini delle esecuzioni di Sacco e Vanzetti, due italoamericani a cui venne negato un equo processo e finirono giustiziati.

### Cinema e televisione
Nel 1976 l'NBC ha trasmesso una fiction televisiva intitolata Judge Horton and the Scottsboro Boys basata sul caso.
Nel 1998 truTV ha prodotto un documentario televisivo sulle prove di Scottsboro per la sua serie Greatest Trials of All Time.
Daniel Anker e Barak Goodman hanno prodotto la storia dei ragazzi di Scottsboro nel documentario del 2001 Scottsboro: An American Tragedy, che ha ricevuto una nomination all'Oscar.
Timothy Hutton ha recitato in un adattamento cinematografico del 2006 intitolato Heaven Falls.

### Teatro
L'opera teatrale di Jean-Paul Sartre intitolata La puttana rispettosa del 1946 si basa sul caso di Scottsboro; essa parla di un uomo nero erroneamente incolpato per un incidente su un treno che coinvolge una prostituta bianca.
Il musical The Scottsboro Boys ha debuttato all'Off Broadway nel febbraio 2010 e si è trasferito al "Lyceum Theatre" in ottobre. Anche se lo spettacolo ha ricevuto buone recensioni esso ha terminato le rappresentazioni il 12 dicembre. Esso è stato riproposto al "Young Vic" di Londra nel 2013 prima di trasferirsi al Garrick Theatre nell'ottobre 2014.
Direct from Death Row The Scottsboro Boys è un assemblaggio farsesco "con musica e maschere" per la produzione di Mark Stein, diretto da Michael Menendian e presentato al "Raven Theatre" di Chicago nel corso delle stagioni 2015 e 2016.